# Mohegan (Schiff)
Die Mohegan war ein 1898 in Dienst gestelltes Passagierschiff der US-amerikanischen Reederei Atlantic Transport Line, das für den transatlantischen Passagierverkehr gebaut wurde und Passagiere und Fracht zwischen London und New York transportierte. Die amerikanische Reederei operierte von Großbritannien aus, wo ihre Schiffe registriert waren. Am 13. Oktober 1898 lief die Mohegan während ihrer zweiten Atlantiküberquerung aufgrund einer fehlerhaft durchgeführten Kursbestimmung vor der Küste von Cornwall auf das Riff The Manacles auf. Sie sank innerhalb von zwölf Minuten. Mit 106 Toten handelt es sich um das größte Unglück in der Geschichte der Reederei.

## Ausstattung
Die Mohegan wurde als sicheres und modernes Schiff konstruiert und war mit acht wasserdichten Türen, einem Pumpensystem, Notbeleuchtung, drei Kompassen und acht Rettungsbooten für je 59 Personen ausgerüstet. Lloyd’s Register of Shipping ordnete die Mohegan in die höchstmögliche Kategorie, 1A, ein.
Der Dampfer konnte 120 Passagiere Erster Klasse befördern und hatte in seinen Laderäumen Platz für bis zu 700 Rinder. Er war mit 112.000 Pfund Sterling versichert. Den Passagieren standen ein mit Blattgold dekorierter Musiksalon und ein mit polierter Eiche verkleideter Rauchsalon zur Verfügung. Ihre Schwesterschiffe waren die Menominee, die Manitou¸ die Mesaba (I) und die Marquette (alle 1898).

## Geschichte
Das Passagier- und Frachtschiff Mohegan wurde auf der Werft Earle’s Shipbuilding and Engine Company in der englischen Stadt Kingston upon Hull für die in London ansässige Schifffahrtsgesellschaft Wilson & Furness-Leyland Line gebaut. Sie lief am 6. April 1898 unter dem Namen Cleopatra vom Stapel. Taufpatin war Enid Wilson.
Am 31. Juli 1898 lief das Schiff in London zu seiner Jungfernfahrt nach New York aus, wo es am 12. August 1898 eintraf. Nach der Ankunft in New York wurden diverse Mängel wie Lecks und eine Fehlfunktion der Kesselkühlung festgestellt, die auf die überstürzte Fertigstellung zurückgeführt wurden. Die Passagiere beschwerten sich bei der Reederei über den mangelhaften Zustand des Schiffs, lobten aber das gute Verhalten der Besatzung. Im Anschluss an die Rückkehr nach London wurden Umbau- und Reparaturmaßnahmen durchgeführt, die 41 Tage in Anspruch nahmen. Es folgten weitere Probefahrten und eine Inspektion durch den Board of Trade, der das Schiff für seetüchtig erklärte. Außerdem wurde die Cleopatra im Zuge dessen auf den Namen Mohegan (nach dem gleichnamigen nordamerikanischen Indianerstamm) umgetauft.
Die Wilson & Furness-Leyland Line war nicht mit dem Schiff zufrieden und verkaufte es noch während der Umbauarbeiten an die Atlantic Transport Line, die neue Schiffe aufkaufte, um einige ihrer eigenen Schiffe zu ersetzen, die von der US-Regierung als Truppentransporter für den Spanisch-Amerikanischen Krieg requiriert worden waren.

## Die letzte Fahrt

### Beginn der Reise
Am Donnerstag, dem 13. Oktober 1898 um 14.30 Uhr lief die Mohegan in Tilbury zu ihrer zweiten Überfahrt nach New York aus. Sie hatte 97 Besatzungsmitglieder, 57 Passagiere und sieben Rinderhirten an Bord und wurde von dem 46-jährigen Kapitän Richard Griffiths kommandiert.
Zur 1286 Tonnen umfassenden Ladung gehörten unter anderem Spirituosen, Bier, 3000 Zinnplatten, Antimon, Linoleum, Bücher sowie Lebensmittel wie Käse, Reis, Trockenpflaumen und Kaffee. Um 19.30 Uhr legte das Schiff in Dover an, wo der Lotse, D. T. Mulley, von Bord ging. Etwa zu diesem Zeitpunkt lag dem Kapitän bereits ein Bericht eines der Ingenieure vor, dass kleinere Lecks und andere technische Schwierigkeiten aufgetreten waren.

### Verhängnisvolle Kursänderung

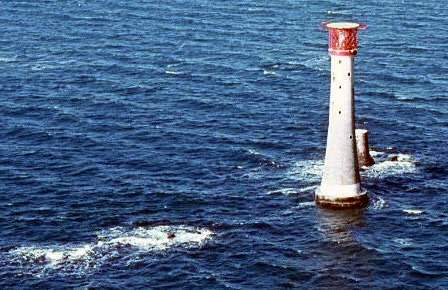
Der Eddystone-Leuchtturm heutzutage

Nachdem die Mohegan die Grafschaft Kent umrundet hatte und in den Ärmelkanal lief, nahm sie Höchstgeschwindigkeit auf. Während sie die Küste von Cornwall passierte, blieb sie in der Nähe zum Land. Einige Offiziere und andere Besatzungsmitglieder nahmen zur Kenntnis, dass der Eddystone-Leuchtturm zu weit weg und die Küste zu nah war, was die Folge einer falschen Peilung war.
Als sich der Dampfer der Einfahrt in den Hafen von Falmouth näherte, drehte er in Richtung der Mündung des Helford River und nahm Kurs auf die Halbinsel The Lizard. Es wurde eine Höchstgeschwindigkeit von 13 Knoten beibehalten. Die Küstenwache von Coverack bemerkte dies und versuchte, die Mohegan mittels Raketen vor den nahen Felsen zu warnen. An Bord der Mohegan wurde dies aber nicht zur Kenntnis genommen oder ignoriert. Der Bootsführer des Rettungsschiffs von Porthoustock, James Hill, sah ebenfalls, dass das hell erleuchtete Schiff mit voller Fahrt auf die gefährlichen Klippen des Granitriffs The Manacle zuhielt, und benachrichtigte seine Mannschaft.

### Kollision und Untergang
An Bord der Mohegan war die Besatzung mittlerweile ebenfalls alarmiert. Um 18.50 Uhr erging der Befehl, die Maschinen zu stoppen, aber das Schiff war dem Riff schon zu nah. Die Mohegan prallte mit voller Geschwindigkeit auf den Felsen Vase Rock, wodurch das Ruder abbrach und der Schiffsrumpf aufgerissen wurde. Der Maschinenraum wurde sofort geflutet. Die Dampfleitungen brachen und die Crewmitglieder flohen augenblicklich in die höheren Decks. Während das Schiff sank, driftete es auf die Klippen von Maen Varses zu.
Im Speisesaal wurde gerade das Abendessen serviert. Viele Reisende waren sich des Ernstes der Lage nicht bewusst, bis an Bord die Lichter ausgingen und die Passagiere im Dunkeln ihren Weg zum Bootsdeck finden mussten. Es war fast unmöglich, die Rettungsboote zu Wasser zu lassen, da Kapitän Griffiths eine zusätzliche Sicherheitsreling hatte anbringen lassen, die verhindern sollte, dass die Boote bei schwerer See ausschwangen. Diese Reling behinderte nun das Fieren. Von den beiden Booten, die dennoch zu Wasser gelassen werden konnten, kenterte eines durch die hohen Wellen.
Die Evakuierung wurde durch die schwere Schlagseite zusätzlich erschwert. Anfangs neigte sich das Schiff nach Backbord, dann nach Steuerbord. Hinzu kam, dass das Schiff noch sehr neu war und die meisten Besatzungsmitglieder noch nicht mit den Rettungsmitteln vertraut waren. Zwölf Minuten nach dem Zusammenstoß mit dem Felsen sank die Mohegan, wobei 106 Menschen ums Leben kamen. Kapitän Griffiths und alle Offiziere gingen mit dem Schiff unter. Nach dem Untergang ragten noch der Schornstein und die Mastspitzen aus dem flachen Wasser. Die Charlotte, das Rettungsschiff von Porthoustock, war innerhalb von 30 Minuten einsatzbereit und nahm die Überlebenden auf.

### Passagiere
Unter den Passagieren auf dieser Fahrt befanden sich unter Anderen:
- Joseph Charles Duncan, Bankier und Bergbauunternehmer aus Sacramento, Vater der Schauspielerin Isadora Duncan (starb mit seiner dritten Frau Mary und der gemeinsamen zwölfjährigen Tochter, Rosa)
- Richard A. Kipling, Juwelenhändler in Paris und Verwandter von Rudyard Kipling (kam ums Leben)
- Rear Commodore John Hyslop, offizieller Yachtvermesser des New York Yacht Club (überlebte)
- John Le Lacheur, Direktor der Guille-Allès Library auf der Insel Guernsey (starb mit Ehefrau und Sohn)
- Frederick Weed Lockwood, Auslandsrepräsentant der Standard Oil Company (starb mit seiner Tochter, Amelia Lockwood Grumbrecht)
- Francis Rawley Pemberton, New Yorker Bankier, Sohn von John C. Pemberton und Geschäftspartner von William Gibbs McAdoo (überlebte mit Ehefrau, zwei Söhnen und Kindermädchen)
- Maud Roudez (bürgerlich Maud Roudebush Barling), amerikanische Opernsängerin an der Metropolitan Opera; trat unter anderem als Sängerin an der Grand opéra in Paris auf (überlebte; verlor ihre Mutter)
- Amelia Compton Swift, Präsidentin der Wohltätigkeitsorganisation National India Relief Administration (überlebte)

## Nachspiel
Ein großer Teil der geborgenen Leichen wurde auf dem Kirchfriedhof der Gemeinde St Keverne beigesetzt. Die Atlantic Transport Line ließ in der Kirche ein Buntglasfenster einbauen, das an die Todesopfer erinnern sollte. Einige andere Leichen wurden nach London gebracht, während acht Opfer auf der Menominee, einem Schwesterschiff der Mohegan, nach New York verschifft wurden.
Der schottische Dichter William McGonagall verewigte das Unglück in seinem Gedicht The Wreck of the Steamer Mohegan.
Der Untergang der Mohegan sowie der des amerikanischen Dampfschiffs Paris vor Lowland Point im darauf folgenden Jahr führten zur Einführung eines Rettungsschiffs in der Hafenstadt Coverack. Das Wrack des Schiffs ist bis heute ein beliebtes Ziel für Taucher. Gelegentlich werden immer noch Gegenstände wie Bullaugen oder Töpfer- und Messingwaren geborgen.
Bei der Untersuchung des Unglücks wurde festgestellt, dass die um 16:17 Uhr durchgeführte Kursänderung vor dem Eddystone-Leuchtturm wesentlich zu dem Unglück geführt hatte. Später kam es zu Gerüchten, Kapitän Griffiths habe den Untergang überlebt und habe sich abgesetzt. Er sei ein Teilhaber der Reederei und in finanziellen Nöten gewesen, deshalb habe er das Schiff vorsätzlich zerstört, um die Versicherungssumme zu erhalten. Diese Anschuldigen erwiesen sich aber als haltlos. Die kopflose Leiche von Griffiths wurde drei Monate nach dem Unglück an die Küste von Caernarfon Bay gespült.
Der Untergang der Mohegan ist bis heute das schwerste Unglück in der Geschichte der Atlantic Transport Line. Der Verlust des Schiffs traf die Reederei umso mehr, da sie bereits mehrere ihrer Schiffe an die US-Regierung hatte abgeben müssen. Die Mohegan-Tragödie wird in einer Folge der BBC-Reihe Coast thematisiert, welche am 19. Juli 2009 anlief.